# Godmorgon midnatt
Godmorgon midnatt är en kriminalroman från 2004 av Reginald Hill och den 18:e boken om Pascoe/Dalziel.